# سنغي (قرية)
سنغي (songi) باللغة النوبية) من القرى الواقعة ضمن منطقة السكوت والتي يضمها البعض أحياناً إلى محلية وادي حلفا.

## الموقع
تقع في أقصى شمال منطقة السكوت في الولاية الشمالية من السودان جنوب قرية ملك الناصر وشمال قرية أكمة، شرقي النيل (على ضفته الشرقية)، وغربي الصحراء النوبية. تقع شلالات عكاشة (أو شلالات دال) جنوبها بحوالي 6كلم تقريباً.

## النشاط السكاني
الزراعة - كما القرى الأخرى والمجاورة من أرض النوبة - هي حرف السكان الأساسية، في قرية سنغي وبعض السكان يمارسون حرفاً أرى غير الزراعة كالرعي والتجارة، وبعضهم يهاجر القرية للعمل وكسب الرزق. ومن هنا فالسكان ينقسمون في القرية إلى:
- مزارعون
- رعاة، وهم يشكلون 80% من المزارعين أيضاً.
- تجّار
- مهاجرون طلباً للرزق.

## تأثير سدي دال والعالي عليها
- سد دال

بحكم وقوع سد دال جنوبها فلن تتأثر القرية كثيراً من السد، إذ تبعد عنه حوالي الـ 6كلم، تقريباً، وهذا فضل من الله للقرية. ولكن قد يُهَجَّر السكان ضماناً لللسلامة رغم بعدهم عن السد.
- السد العالي

لم تتأثر القرية بمياه بحيرة سد مصر العالي، بحكم بعد السد عن القرية. وهذا من فضل الله على القرية.